# هيئة الموانئ الكينية
هيئة الموانئ الكينية (KPA) هي شركة حكومية مسؤولة عن «صيانة جميع الموانئ البحرية وتشغيلها وتحسينها وتنظيمها» على ساحل المحيط الهندي في كينيا، بما في ذلك ميناء كيلينديني في مومباسا. وتشمل الموانئ الأخرى لامو، ماليندي، كيليفي، متوابا، كيونجا، شيموني، جزيرة فونزي.

## الموقع والتاريخ
يقع المقر الرئيسي للهيئة، في جزيرة مومباسا، مومباسا، على ساحل المحيط الهندي الكيني. إحداثيات المقر الرئيسي لسلطة موانئ كينيا هي 04 ° 04'13.0 «جنوبًا، 39 ° 39'52.0» شرقًا (خط العرض: -4.070267 ؛ خط الطول: 39.664452).
تأسست الهيئة عام 1978 بموجب قانون صادر عن البرلمان.

## نظرة عامة
هيئة الموانئ الكينية هي مستثمر في شركة كينيا الوطنية للشح، وهي مؤسسة حكومية في كينيا تأسست في عام 1989، وهي مملوكة حاليًا لـ KPA وثلاث شركات غير كينية للاستثمار.
في أغسطس 2014 ، وقعت هيئة الموانئ الكينية صفقة بقيمة 478 مليون دولار أمريكي مع شركة تشييد الاتصالات الصينية لبناء ثلاثة أرصفة في ميناء لامو. ستشكل الأرصفة الثلاثة الجديدة جزءًا من ميناء لامو الذي تبلغ تكلفته 24 مليار دولار أمريكي وممر النقل بين لامو وجنوب السودان وإثيوبيا وسيصل عدد أرصفة بورت لامو إلى 32 عند اكتمالها.

## روابط خارجية
- موقع هيئة الموانئ الكينية
- موقع خط الشحن الوطني الكيني
- موقع خدمات كينيا للعبارات
- جمعية إدارة الموانئ لشرق وجنوب إفريقيا